# Stefan Silva
Stefan Silva (Estocolmo, 11 de março de 1990) é um atleta profissional de futebol, sueco de origem chilena que atua como atacante.

## Carreira
Stefan Silva começou a carreira no Akropolis IF.